# Wombat Maksymilian
Wombat Maksymilian – seria książek dla dzieci autorstwa Marcina Kozioła. Pierwsza część została opublikowana w 2016 roku przez wydawnictwo Edipresse. W 2017 roku książka otwierająca serię Wombat Maksymilian i Królestwo Grzmiącego Smoka zdobyła nagrodę Magellana 2016 dla najlepszego przewodnika dla dzieci.

## Fabuła
Książki opowiadają o wielkiej podróży, w którą wyruszył z Australii młody wombat. Maksymilian Wombat wykopał tunel pod oceanem i dotarł do Bhutanu, nazywanego Królestwem Grzmiącego Smoka. Później trafił do Nepalu w przeddzień trzęsienia ziemi, by w końcu dotrzeć do Chin. Książki łączą historię przygodową ze zdjęciami podróżniczymi wykonanymi przez autora oraz ilustracjami Mariusza Andryszczyka. W książkach znajdują się specjalne kody, których użycie na stronie internetowej lub zeskanowanie przy użyciu aplikacji mobilnej pozwalają zobaczyć dodatkowe materiały multimedialne .

## Bohaterowie
Głównym bohaterem jest Wombat Maksymilian. W narracji pojawia się także Zuza i Tata Wombat, którzy nie uczestniczą w opisywanych wydarzeniach, ale przysłuchując się opowieści Maksymiliana po jego powrocie z podróży, uzupełniają historię o ciekawostki związane z geografią, przyrodą, historią i kulturą. W poszczególnych książkach pojawiają się również inne postaci, m.in. muł Sangaj, państwo Dudkowie, długoucha koza Bella, a także Klops i Malina – rodzeństwo Wombata Maksymiliana. 

## Książki
- 2016: Wombat Maksymilian i Królestwo Grzmiącego Smoka (Edipresse, ISBN 978-83-7945-443-3) – nagroda Magellana 2016 dla najlepszego przewodnika dla dzieci
- 2017: Wombat Maksymilian i misja na dachu świata (Edipresse, ISBN 978-83-7945-784-7)
- 2018: Wombat Maksymilian i rodzina w tarapatach (Edipresse, ISBN 978-83-8117-286-8)
- 2021: Wombat Maksymilian i Królestwo Grzmiącego Smoka (Wydawnictwo Bumcykcyk, wydanie drugie, ISBN 978-83-959260-1-3)

## Audiobooki
- 2019: Wombat Maksymilian i Królestwo Grzmiącego Smoka (Edipresse i Studio PRL, czyta Krzysztof Szczerbiński)
- 2019: Wombat Maksymilian i misja na dachu świata (Edipresse i Studio PRL, czyta Krzysztof Szczerbiński)
- 2019: Wombat Maksymilian i rodzina w tarapatach (Edipresse i Studio PRL, czyta Krzysztof Szczerbiński)